# Jacksons kameleont
Jacksons kameleont eller trehornad kameleont (Trioceros jacksonii) är en kameleont som förekommer i Kenya och Tanzania i östra Afrika. Ett utmärkande drag för arten är att hanen har tre långa spetsiga framåtriktade horn på huvudet. Honan saknar motsvarande horn eller har endast mycket små horn.
Som fullvuxna blir hanarna upp till omkring 30 centimeter långa inklusive svansen. Honorna brukar som hos många andra kameleonter vara något mindre än hanarna. Man brukar erkännas tre underarter, T. j. jacksonii (nominatform), T. j. merumontanus och T. j. xantholophus, mellan vilka det finns viss variation i storlek. Nominatunderarten T. j. jacksonii och underarten T. j. xantholophus är de större och underarten T. j. merumontanus är den minsta.
Jackson kameleont föredrar att klättra i träd och buskar och går sällan ner på marken. Den livnär sig främst på insekter och spindlar men tar även andra smådjur. Medan de flesta kameleonter lägger ägg som grävs ner i hålor föder Jacksons kameleont levande ungar, så kallad ovovivipar fortplantning.
Arten listas av CITES (Convention of International Trade in Endangered Species) enligt appendix II. 

## Kännetecken
Jacksons kameleont visar tydlig könsdimorfism så det är lätt att skilja vuxna hanar och honor på utseende och storlek. Fullvuxna hanar mäter upp till omkring 30 centimeter inklusive svansen och har tre långa spetsiga framåtriktade horn på huvudet. Honorna är mindre än hanarna och saknar horn eller har endast mycket små horn.
Färgen hos fullvuxna hanar går vanligen i olika gröna nyanser med mer eller mindre framträdande inslag av turkos och gult. Honorna som inte har lika intensiva färger som hanarna brukar vara grönaktiga till gröngråaktiga. Unga nyfödda djur är mörka till brunaktiga med spräcklig ljusare mönstring, och blir grönaktiga först vid ett par månaders ålder. Ungarna är vid födseln inte mer än 5,5 centimeter långa, inklusive svansen. 
Mellan de tre erkända underarter finns viss skillnad i typisk färgning, liksom i storlek. Som hos andra kameleonter uppvisar individerna därtill färgförändringar bland annat efter humör och tillstånd.

## Utbredning
Jacksons kameleont förekommer i Kenya och Tanzania i östra Afrika (underarten T. j. jacksonii och T. j. xantholophus i centrala Kenyas högländer och underarten T. j. merumontanus på Mount Meru i Tanzania). Arten lever i bergstrakter mellan 1500 och 3200 meter över havet.
Med människan har den introducerats till Hawaii (underarten T. j. xantholophus).

## Levnadssätt
Jacksons kameleont är trädlevande och förekommer i skogar och bland buskar och träd i omgivande landskap. Kameleonter rör sig långsamt och klättrar förskitigt och kan sitta stilla långa stunder för att inte upptäckas av fiender och för att komma nära och inte skrämma sina egna byten. Främst livnär de sig på insekter och spindlar som de brukar fånga med sin långa klibbiga tunga, men de äter även andra små ryggradslösa djur. De får i sig vatten genom att dricka regndroppar eller daggdroppar från löv.
Kameleonterna är ensamlevande och individerna undviker vanligen varandra utanför parningstiden. Hanarna är revirhävdande och om två hanar möts försöker de avgöra vem som är dominant. Först försöker båda hanarna se så stora ut som möjligt och visar upp intensiva färger och sitt gap och ofta räcker en sådan uppvisning för att den svagare hanen skall visa underkastelse och dra sig tillbaka, men om ingen av hanarna ger sig kan det komma till fysisk kraftmätning och strid.
Medan de flesta kameleonter lägger ägg som grävs ner i hålor föder Jacksons kameleont levande ungar, då honan behåller äggen i kroppen fram till att ungarna är färdigutvecklade, så kallad ovovivipar fortplantning.

## Hot
Regionala populationer hotas av landskapsförändringar. Hela populationen anses vara stabil. IUCN kategoriserar arten globalt som livskraftig.